# Druhé velké probuzení

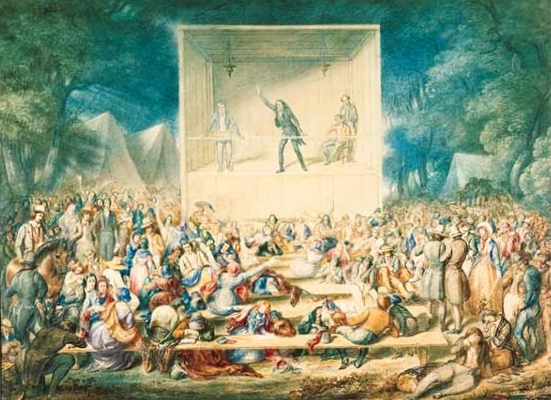
Metodistické táborové shromáždění roku 1839

Druhé velké probuzení (anglicky Second Great Awakening) bylo obnovné a misijní hnutí v protestantských církvích USA a v menší míře Kanady, které probíhalo zhruba od počátku 19. století do 60. let 19. století. Na rozdíl od prvního velkého probuzení v 18. století se vedle členů církví orientovalo i na lidi nezapojené do náboženského života a přineslo podstatný nárůst členstva církví v USA a zároveň i ustavení nových denominací (např. adventisté sedmého dne, mormoni) či upevnění některých stávajících (zejména baptisté a metodisté).